# 1851
Het jaar 1851 is het 51e jaar in de 19e eeuw volgens de christelijke jaartelling.

## Gebeurtenissen
januari
- 25 - De beruchte bandiet Stefano Pelloni, "il Passatore" verschijnt met zijn bende in Forlimpopoli. De bende neemt alle rijke families gevangen en sluit ze gezamenlijk op in het plaatselijke theater, terwijl de bende zo veel mogelijk waardevolle voorwerpen uit de nu onbewaakte huizen steelt.

februari
- 9 - Opening van Station Atocha, het eerste spoorstation van Madrid.

maart
- 26 - In het Panthéon demonstreert Léon Foucault met een slinger van 67 meter de draaiing van de aarde.

mei
- 1 tot 18 oktober - Wereldtentoonstelling Great Exhibition in Hyde Park, Londen.
- 29 - De ex-slavin Sojourner Truth spreekt op de eerste vrouwenrechtenconventie in de staat Ohio over het thema "Ain't I a woman, ain't I a sister?

juni
- 1 - Oprichting van de Zeilvereniging Sneek.
- 4 - Oprichting van het Koninklijk Instituut voor Taal-, Land- en Volkenkunde (KITLV).
- 5 - Het Britse parlement neemt de Sale of arsenic regulation act aan. Arsenicum mag nog alleen worden verkocht aan geregistreerde klanten, en het moet worden gemengd met roet of jodium om het een kleur te geven.
- 29 - Invoering in Nederland van de gemeentewet van Thorbecke. Daarmee komt een einde aan de verscheidenheid van steden, dorpen, grietenijen enzovoort. Voor de wet bestaan nog alleen gemeenten.
- De Mariposa-oorlog in Californië eindigt met de gevangenneming van de Chief Tenaya en de andere Ahwahnechee-indianen in Yosemite.

juli
- 1 - In Nederland treedt de Gemeentewet van minister Thorbecke in werking. Het onderscheid tussen steden en dorpen verdwijnt, en daarmee de heffing van poortgeld bij de entree van steden. Ook in Friesland heet de grietman voortaan burgemeester.
- 9 - Paul Julius Reuter richt in Londen het persbureau Reuters op.

augustus
- 12 - In Amerika krijgt Isaac Merritt Singer een patent op de eerste naaimachine voor huishoudelijk gebruik.

september
- 17 - De Verenigde Staten sluiten met een aantal Indianenvolkeren het Verdrag van Fort Laramie. De Indianen beloven de Amerikanen een veilige doortocht en krijgen in ruil een jaarlijkse vergoeding toegezegd.
- 18 - Eerste verschijning van de New York Daily Times, later kortweg New York Times geheten.

oktober
- 10 - In Suriname worden de districten Coronie en Nickerie ingesteld in het westen van de kolonie.

december
- 2 - Staatsgreep in Frankrijk waarbij president Charles Louis Napoleon Bonaparte een zelfcoup pleegt en het parlement ontbindt. Daarmee komt een einde aan het laatste restje democratie in de Tweede Franse Republiek.
- 9 - De pauselijke internuntius Carlo Belgrado deelt aan de regering in Nederland mede, dat paus Pius IX het plan op heeft gevat om de bisschoppelijke hiërarchie opnieuw in te voeren.
- 27 - In Nederland zijn de eerste postzegels te koop, geldig vanaf 1 januari 1852.
- 31 - Het Frankfurter Parlement besluit tot stopzetting van het project om een Duitse vloot uit te rusten.
- 31 - Keizer Frans Jozef van Oostenrijk trekt de grondwet weer in en herstelt de absolute monarchie.

zonder datum
- Ontdekking van het Serapeum door Auguste Mariette.
- Oprichting van de Internationale Orde van Goede Tempeliers.
- Heinrich Ruhmkorff krijgt octrooi op de vonkinductor.

## Muziek
- Giuseppe Verdi schrijft de opera Rigoletto
- 16 november: Niels Gades vierde symfonie is voor het eerst te horen.

## Beeldende kunst

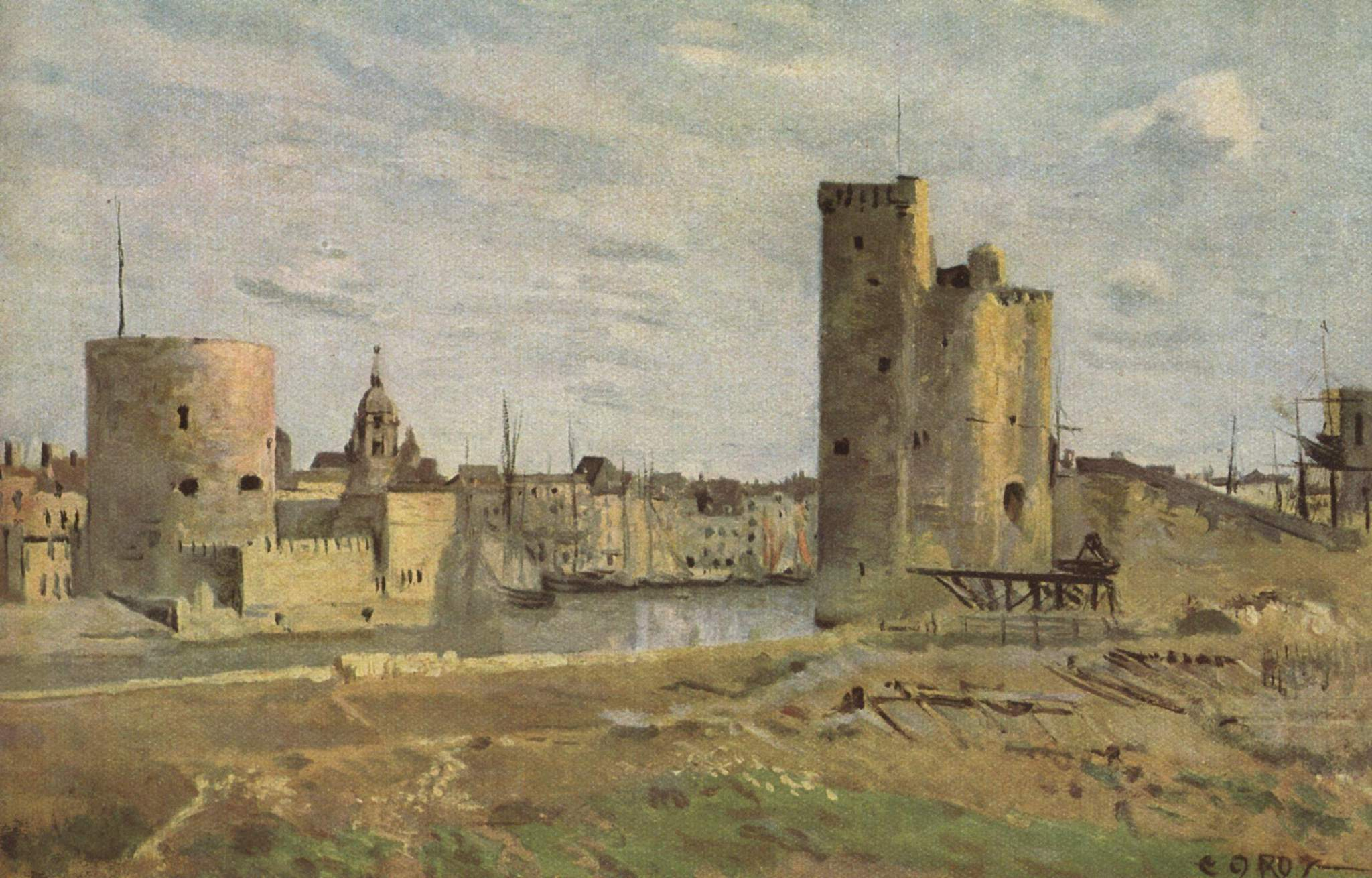
Haven van La Rochelle (1851) Camille Corot
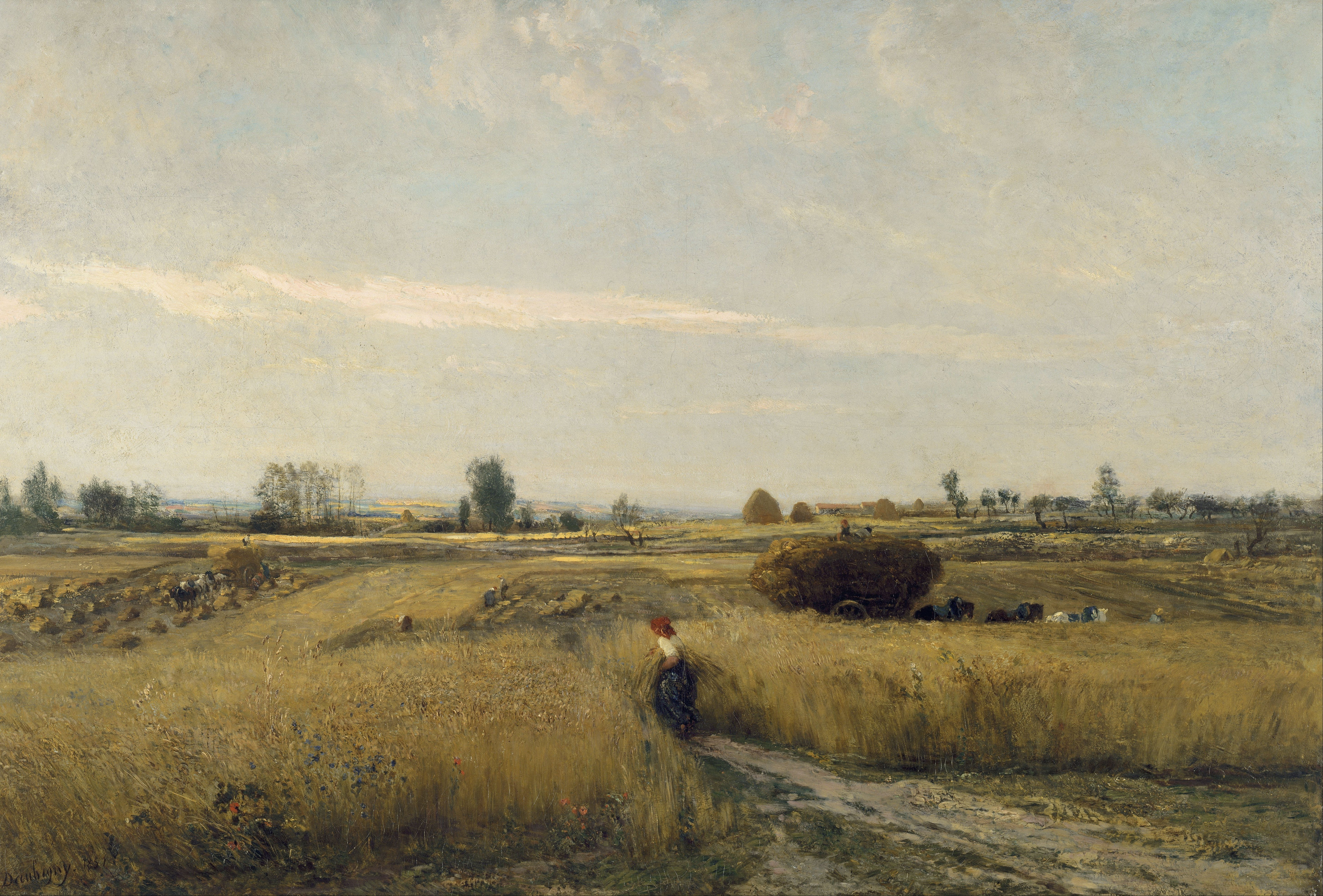
Graanoogst (1851) Charles-François Daubigny

## Bouwkunst

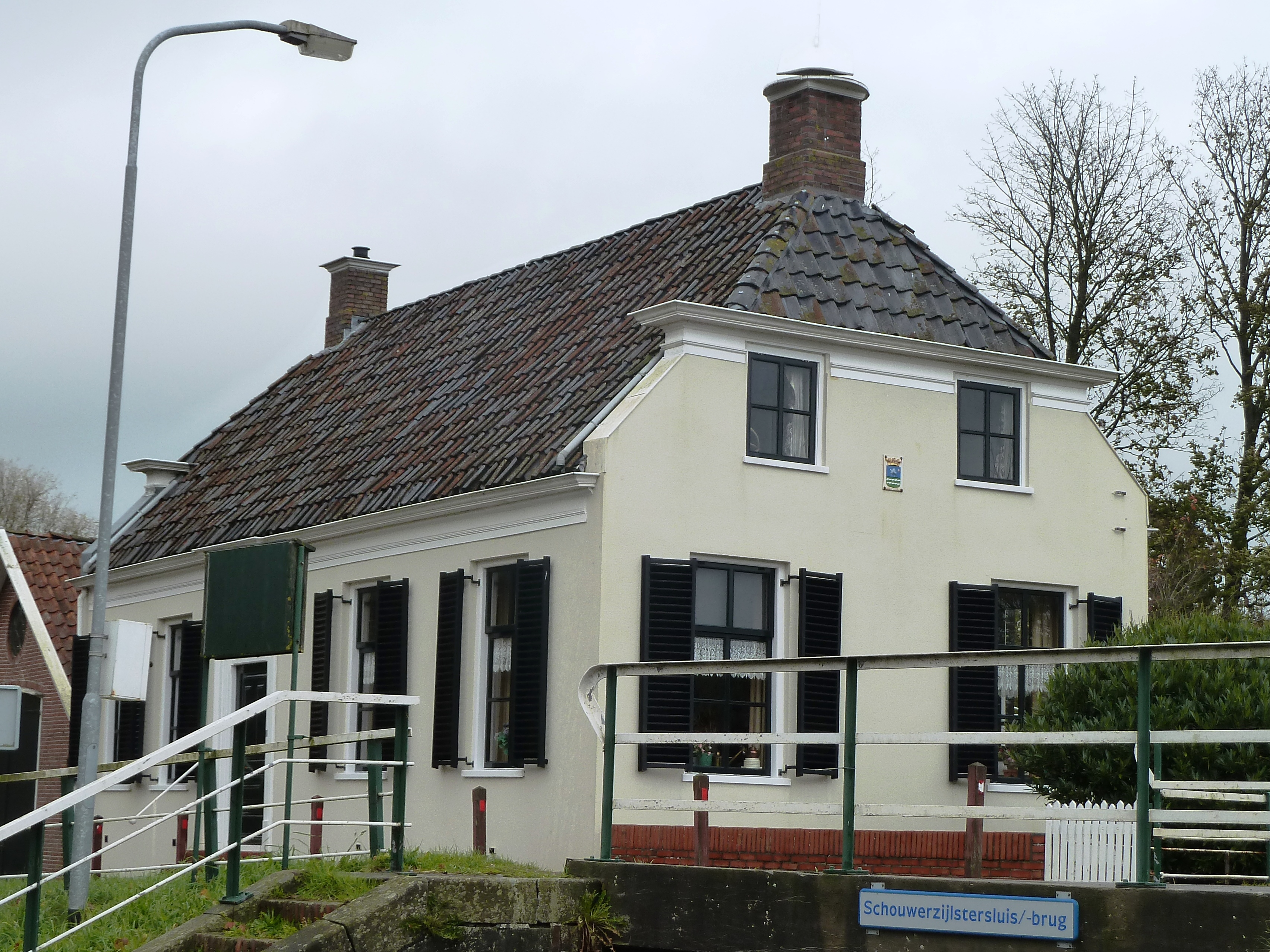
Zijlhuis, Schouwerzijl (1851)

## Geboren
januari
- 2 - Isidoor Teirlinck, Vlaams auteur (overleden 1934)
- 8 - Gérard Leman, Belgisch generaal (overleden 1920)
- 11 - Higinio Benitez, rechter en revolutionair (overleden 1928)

februari
- 3 - Joannes Benedictus van Heutsz, Nederlands gouverneur-generaal van Nederlands-Indië (overleden 1924)

maart
- 7 - Paciano Rizal, Filipijns revolutionair generaal (overleden 1930)
- 19 - Pierre Ruffey, Frans militair (overleden 1928)
- 20 - Pietro Abbà Cornaglia, Italiaans musicus (overleden 1894)

april
- 1 - Emanuel Marcus Rood, Nederlands architect (overleden 1929)
- 17 - Patricius Hoefnagels, Belgisch politicus (overleden 1920)
- 27 - Johann Vaillant, Duits ketel- en pompenmaker en stichter van het bedrijf Vaillant (overleden 1920)

mei
- 6 - Aristide Bruant, Frans chansonnier en schrijver (overleden 1925)
- 16 - Maurits Benjamin Mendes da Costa, Nederlands schrijver (overleden 1938)
- 17 - Victor Bendix, Deens componist, dirigent en pianist (overleden 1926)
- 20 - Emile Berliner, Duits-Amerikaans elektrotechnicus en uitvinder (overleden 1929)
- 29 - Maria Anna Sophia Elisabeth van Saksen-Weimar-Eisenach, Duits vorstin (overleden 1859)

juni
- 11 - Oscar Borg, Noors componist (overleden 1930)
- 19 - Silvanus Thompson, Brits natuurkundige, elektrotechnicus en auteur (overleden 1916)
- 29 - Jane Dieulafoy, Frans archeoloog, ontdekkingsreiziger en schrijver (overleden 1916)

juli
- 4 - Laureano Guevarra, Filipijns schoenmaker en ondernemer (overleden 1891)
- 5 - Annibale Maria di Francia, Italiaans priester, ordestichter en heilige (overleden 1927)
- 8 - Arthur John Evans, Engels archeoloog (overleden 1941)
- 19 - Hendrik Jut, Nederlands moordenaar (overleden 1878)
- 20 - Arnold Pick, Duits neuroloog en psychiater (overleden 1924)

augustus
- 20 - Abraham Berge, Noors politicus (overleden 1936)
- 27 - Edgardo Mortara, Italiaans-joodse jongen (overleden 1940)

september
- 3 - Olga Konstantinova van Rusland (overleden 1926)
- 19 - William Hesketh Lever, Engels industrieel en filantroop (overleden 1925)

oktober
- 31 - Louise van Denemarken (geboren als Louise van Zweden), van 1906-1912 koningin van Denemarken (overleden 1926)

november
- 20 - Margaretha van Savoye, koningin van Italië, echtgenote van koning Umberto I (overleden 1926)
- 28 - Maria Gall, oprichtster van Gall & Gall (overleden 1915)

december
- 16 - Theo de Meester, Nederlands topambtenaar, bestuurder en politicus (overleden 1919)
- 20 - Dora Montefiore, Engels-Australische feminist, socialist en dichter (overleden 1933)

## Overleden
januari
- 21 - Albert Lortzing (49), Duits componist
- 24 - Gaspare Spontini (76), Italiaans operacomponist
- 27 - John James Audubon (65) Amerikaans vogelliefhebber en schilder
- 27 - Pierre van Ierssel (44), Nederlands schilder, tekenaar en illustrator

februari
- 1 - Mary Shelley (53), Engels schrijfster van de roman Frankenstein
- 11 - Engelbertus Batavus van den Bosch (61), Nederlands militair en politicus
- 17 - Jean-Baptiste Minne-Barth (54), Belgisch advocaat en burgemeester van Gent

mei
- 21 - Willem François Boreel (76), Nederlands militair

juni
- 20 - Narciso Clavería (56), Spaans militair, politicus en gouverneur-generaal van de Filipijnen

juli
- 6 - Thomas Davenport (48), Amerikaans uitvinder van de commutatormotor
- 10 - Louis Daguerre (63), Frans mede-uitvinder van de fotografie

november
- 10 - Cornelius Ludovicus de Wijkerslooth (65), Nederlands R.K. bisschop
- 18 - Ernst August van Hannover (80), hertog van Cumberland, koning van Hannover en hertog van Brunswijk-Lüneburg

december
- 10 - Karl Drais, uitvinder van de loopfiets

datum onbekend
- Hélène Jégado (31), Frans seriemoordenares

## Weerextremen in België
- lente: na 1932 lente met hoogste neerslagtotaal: 283 mm (normaal 196,2 mm).
- 17 juli: laagste minimumtemperatuur ooit op deze dag: 7,6 °C.
- 9 september: laagste etmaalgemiddelde temperatuur ooit op deze dag: 10,1 °C.

Bron: KMI Gegevens Ukkel 1901-2003  met aanvullingen 